# Thomas Newcomen

La màquina atmosfèrica de Newcomen

Thomas Newcomen (Dartmouth, Devon; 28 de febrer de 1663 - Londres; 5 d'agost de 1729) va ser ferrer per tradició i pastor baptista per vocació. Va néixer a Dartmouth, Devon, Anglaterra, regió del país coneguda per les seves mines d'estany. El problema més gran d'aquestes mines, eren les inundacions que limitaven les profunditats a les quals es podia excavar. Newcomen va perfeccionar una màquina de vapor per extreure aigua. Per això sovint se'l coneix com el pare de la Revolució Industrial.

## Biografia i vida religiosa
Va néixer a Dartmouth, un petit poble de la costa nord del Regne Unit, el 24 de febrer de 1664, en el si d'una família de comerciants. Va ser batejat a l'església de Sant Salvador. De la vida de Newcomen no se'n sap gaire cosa, se sap que des de petit li agradava desmuntar coses i tornar-les a muntar, fet que el va portar a obrir el seu taller de concerts. Als 30 anys aproximadament es va convertir en predicador en una església baptista local. Ja l'any 1710, als 47 anys, esdevingué pastor baptista d'un grup de baptistes de la seva ciutat.
Thomas Newcomen va ser més que un predicador, ja que ensenyava en l'església local baptista. Però va continuar amb els seus negocis perquè l'església no li podia pagar un sou a jornada completa. Els seus negocis a Londres el van portar a conèixer a Eduard Wallin, ministre baptista, i a través d'ell, al doctor John Gill de Horsleydown, Southwark. Ambdós personatges molt coneguts i influents de l'època. Les connexions de Newcomen amb l'església baptista de Bromsgrove van ajudar a l'expansió de la seva màquina de vapor.

## Desenvolupament de la màquina de vapor

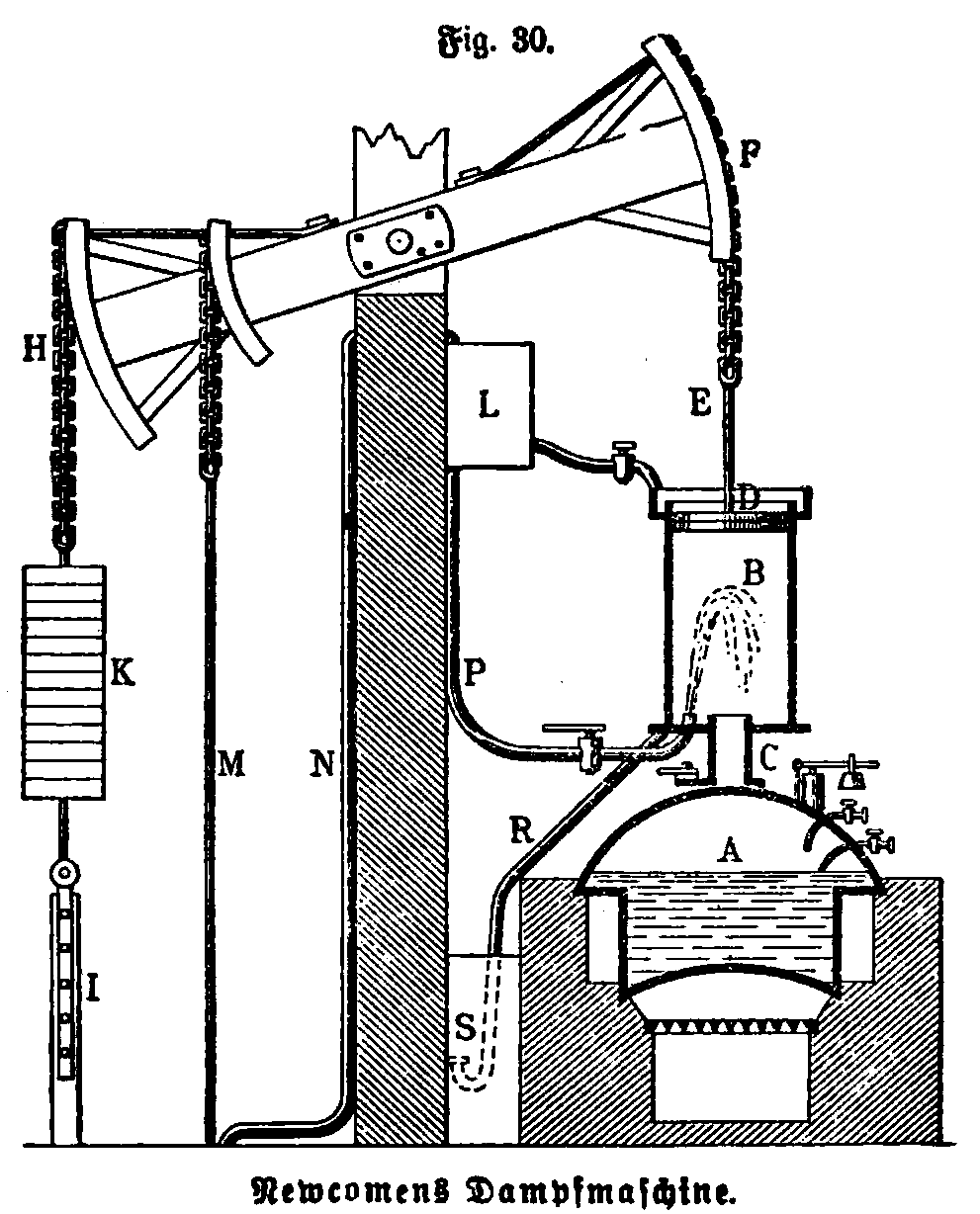
Diagrama de la màquina de Newcomen tal com va aparèixer a la 4t edició de la Meyers Konversations-Lexikon (1885-1890)

La gran aportació de Newcomen va ser la seva màquina de vapor, probablement desenvolupada al voltant de 1690, combinant les idees de Denis Papin i Thomas Savery. És probable que Newcomen conegués personalment Savery, els avantpassats del qual eren comerciants al Sud de Devon el 1712. Savery treballava com a funcionari en el Comissionat per mariners malalts i ferits, que el va portar fins a Dartmouth. Savery havia dissenyat una màquina, amb un sifó tèrmic, en el qual el vapor entrava en un contenidor buit i es condensava. El buit creat es feia servir per succionar l'aigua del fons de la mina. Aquesta màquina no era gaire efectiva i no podia treballar més enllà d'una profunditat de 30 peus.
Newcomen va reemplaçar el recipient en el qual es condensava el vapor, per un cilindre que contenia un pistó. En lloc que el buit succionés l'aigua, el buit empenyia el pistó. El pistó empenyia l'extrem d'una llarga biga de fusta que estava ancorada en un fulcre central. L'altre extrem de la biga estava unit a una bomba d'aigua que arribava fins al fons de la mina. Quan el cilindre s'omplia de vapor, empenyia la biga, l'aigua entrava al cilindre de la bomba i era expulsada a través d'una canonada cap a la superfície.
Newcomen i el seu company John Calley van construir una de les primeres màquines a Conygreen, a prop de Dudley, a West Midlands. Una rèplica d'aquesta màquina es troba al Black Country Living Museum.

## Vida posterior i mort
No és té massa informació sobre la vida posterior de Newcomen. Després de 1715, els assumptes del motor es van dur a terme a través d'una companyia no incorporada, els Proprietors of the Invention for Raising Water by Fire (Propietaris de la invenció per elevar l'aigua per mitjà del foc). El seu secretari i tresorer era John Meres, secretari de la Societat de Boticaris de Londres. Aquesta societat va formar una companyia que tenia el monopoli del subministrament de medicines a l'Armada, la qual cosa li va proporcionar un estret vincle amb Savery, del testament del qual va ser testimoni. El Comitè de Propietaris també incloïa Edward Wallin, un baptista d'ascendència sueca; i pastor d'una església a Maze Pond, Southwark. Newcomen va morir a la casa de Wallin el 1729, i va ser enterrat al cementiri de Bunhill Fields als afores de la Ciutat de Londres; es desconeix el lloc exacte de la tomba.
El 1733, uns 125 motors Newcomen, que funcionaven sota la patent de Savery (prorrogada per llei perquè no expirés fins al 1733), havien estat instal·lats per Newcomen i altres a la majoria dels districtes miners importants de Gran Bretanya i al continent europeu: drenant mines de carbó al Black Country, Warwickshire i prop de Newcastle upon Tyne; en mines d'estany i coure a Cornualla; i en mines de plom a Flintshire i Derbyshire, entre altres llocs.

## Després de Newcomen
El motor Newcomen va mantenir-se sense canvis materials durant uns 75 anys, estenent-se gradualment a més zones del Regne Unit i Europa continental. Al principi es van utilitzar cilindres de llautó, però aquests eren cars i de mida limitada. Les noves tècniques de fosa de ferro iniciades per la Coalbrookdale Company a la dècada de 1720 van permetre utilitzar cilindres més grans, fins a 1,8 m de diàmetre a la dècada de 1760. L'experiència va conduir a una millor construcció i a petites millores en el disseny. Els seus detalls mecànics van ser molt millorats per John Smeaton, que va construir molts grans motors d'aquest tipus a principis de la dècada de 1770; les seves millores es van adoptar ràpidament. El 1775, s'havien construït uns 600 motors Newcomen, encara que molts d'aquests s'havien desgastat abans d'aquesta data i havien estat abandonats o substituïts.
El Newcomen Engine no era en cap cas una màquina eficient, tot i que probablement era tan complicada com les tècniques d'enginyeria i materials de principis del segle XVIII podien suportar. Es perdia molta calor en condensar el vapor, i això refredava el cilindre. Això no importava excessivament en una mineria, on hi havia carbó petit invendible (slack), però va augmentar significativament els costos on el carbó no estava disponible, com a Cornualla. El motor de Newcomen es va substituir gradualment després de 1775 a les zones on el carbó era car (especialment a Cornualla) per un disseny millorat, inventat per James Watt, en el qual el vapor es condensava en un condensador separat. La màquina de vapor Watt, ajudada per millors tècniques d'enginyeria, inclosa la màquina de Wilkinson, era molt més eficient en combustible, la qual cosa va permetre a Watt i al seu soci Matthew Boulton cobrar drets d'autor substancials basats en el combustible estalviat.
Posteriorment, Watt va fer altres millores, inclòs el motor de doble efecte, on tant els cops amunt o a baix eren cops de potència, que eren especialment adequats per fàbriques tèxtils, i en aquestes indústries es feien servir molts motors Watt. Al principi, els intents de conduir maquinària amb motors Newcomen van tenir un èxit regular, ja que l'única carrera de potència produïa un moviment brusc, però l'ús de volants i una millor enginyeria van superar en gran manera aquests problemes. Cap a l'any 1800, s'havien construït centenars de motors no-Watt, especialment a les mines i les eines on el moviment irregular no era un problema, i també a les fàbriques tèxtils.
Malgrat les millores de Watt, els Common Engines (com es coneixien aleshores) van romandre en ús durant un temps considerable, i es van construir molts més motors Newcomen que els de Watt fins i tot durant el període de la patent de Watt (fins al 1800), ja que eren més barats i menys complicats. Dels més de 2.200 motors construïts al segle XVIII, només uns 450 eren motors Watt. Elements del disseny de Watt, especialment el condensador separat, es van incorporar a molts motors pirates. Fins i tot després de 1800 es van continuar construint motors tipus Newcomen i s'hi van afegir condensadors de manera rutinària. També es van adaptar habitualment als motors Newcomen existents (l'anomenat condensador pickle-pot).

## Motors Newcomen supervivents
Hi ha exemples de motors Newcomen al Science Museum de Londres, Anglaterra i al Ford Museum, Dearborn, Michigan, EUA, entre altres llocs.
El 1964, la Newcomen Society de Londres va organitzar el trasllat d'un motor Newcomen a Hawkesbury Junction, Warwickshire, a Dartmouth, on es pot veure funcionant utilitzant un sistema hidràulic en comptes de la caldera de vapor. Segons el Dr. Cyril Boucher de la Newcomen Society, aquest Newcomen Memorial Engine data aproximadament de 1725, amb nous engranatges de vàlvules i altres peces afegides més tard.
Potser l'últim motor d'estil Newcomen que s'utilitza comercialment -i l'últim que encara queda al seu lloc original- és a l’Elsecar Heritage Center, a prop de Barnsley, a South Yorkshire. Va ser restaurat en condicions de funcionament entre 2012 i 2015, el motor renovat va ser presentat pel príncep Eduard, comte de Wessex, el maig de 2016. Un altre motor Newcomen que es pot veure funcionant és el modern motor de rèplica del Black Country Museum de Dudley, West Midlands. El Newcomen Memorial Engine de Dartmouth es pot veure en moviment, però funciona amb sistemes hidràulics.

## Llegat
El 23 de febrer de 2012 el Royal Mail va llançar un segell amb la màquina de vapor atmosfèrica de Newcomen com a part de la seva sèrie "Britons of Distinction".